# Insula Ceaplace
Insula Ceaplace este situată în partea de nord a lacului Sinoe, în apropiere de limita zonei de protecție  Grindul Lupilor. Cu o suprafață de 0,6 ha și o lungime de 4.514m, insula de forma unui atol delimitează în nord-vestul lacului un golf de mici dimensiuni. Ca încadrare teritorial-administrativă aparține de comuna Mihai Viteazu, județul Constanța.

## Rezervația
În jurul insulei s-a constituit din anul 2010 o rezervație științifică constând din luciul de apă al lacului Sinoe, până la o distanță de aproximativ 1km de centrul ei. Suprafața totală a rezervației este de 117 ha, incluzând luciul de apă. Rezervația științifică este unul din cele trei locuri din România care adăpostesc colonii de pelicani creți (Pelecanus crispus) și cea de-a treia colonie de pelicani creți ca mărime din Europa, o specie aflată în pericol de extincție la nivel mondial. Insula este un loc important de popas și pentru pelicanul comun (Pelecanus onocrotalus), dar și pentru alte specii, în special păsări acvatice. Accesul persoanelor neautorizate este interzis pe insulă și în zona rezervației.

## Legături externe
- Salvarea coloniei de pelican cret (Pelecanus crispus) de pe insula Ceaplace Arhivat în 21 aprilie 2016, la Wayback Machine., sor.ro
- Conditii bune in insula Ceaplace pentru pelicanul cret, green-report.ro
- Salvați Pelecanus crispus în Delta Dunării